# Petăr Patev
Petăr Mladenov Patev (in bulgaro Петър Младенов Патев?; Burgas, 21 maggio 1993) è un calciatore bulgaro, difensore del Burgas Sport.

## Carriera
Dopo aver giocato a lungo tra la massima serie e la seconda divisione bulgara con varie squadre, il 22 agosto 2021 ha firmato un contratto con i tagiki dell'Istiklol, valido fino al termine della stagione 2021.

## Statistiche

### Presenze e reti nei club
Statistiche aggiornate al 1º novembre 2021.
| Stagione                  | Squadra                   | Campionato                | Campionato | Campionato | Coppe nazionali | Coppe nazionali | Coppe nazionali | Coppe continentali | Coppe continentali | Coppe continentali | Altre coppe | Altre coppe | Altre coppe | Totale | Totale |
| Stagione                  | Squadra                   | Comp                      | Pres       | Reti       | Comp            | Pres            | Reti            | Comp               | Pres               | Reti               | Comp        | Pres        | Reti        | Pres   | Reti   |
| ------------------------- | ------------------------- | ------------------------- | ---------- | ---------- | --------------- | --------------- | --------------- | ------------------ | ------------------ | ------------------ | ----------- | ----------- | ----------- | ------ | ------ |
| 2011-2012                 | Pomorie                   | B-PFG                     | 11         | 0          | CB              | 0               | 0               |                    | -                  | -                  |             | -           | -           | 11     | 0      |
| 2012-2013                 | Neftohimik Burgas         | B-PFG                     | 13         | 0          | CB              | 1               | 0               |                    | -                  | -                  |             | -           | -           | 14     | 0      |
| lug.-dic. 2013            | Neftohimik Burgas         | A-PFG                     | 12         | 0          | CB              | 2               | 0               |                    | -                  | -                  |             | -           | -           | 14     | 0      |
| Totale Neftochimic Burgas | Totale Neftochimic Burgas | Totale Neftochimic Burgas | 25         | 0          |                 | 3               | 0               |                    | -                  | -                  |             | -           | -           | 28     | 0      |
| gen.-mag. 2014            | Spartak Varna             | B-PFG                     | 12         | 2          |                 | -               | -               |                    | -                  | -                  |             | -           | -           | 12     | 2      |
| 2014-2015                 | Burgas                    | B-PFG                     | 23         | 2          | CB              | 1               | 0               |                    | -                  | -                  |             | -           | -           | 24     | 2      |
| 2015-2016                 | Dunav Ruse                | B-PFG                     | 21         | 3          | CB              | 1               | 0               |                    | -                  | -                  |             | -           | -           | 22     | 3      |
| 2016-2017                 | Dunav Ruse                | 1L                        | 31         | 1          | CB              | 2               | 0               |                    | -                  | -                  |             | -           | -           | 33     | 1      |
| 2017-2018                 | Dunav Ruse                | 1L                        | 28         | 0          | CB              | 3               | 0               | UEL                | 2                  | 0                  |             | -           | -           | 33     | 0      |
| 2018-2019                 | Dunav Ruse                | 1L                        | 27         | 0          | CB              | 1               | 0               |                    | -                  | -                  |             | -           | -           | 28     | 0      |
| Totale Dunav Ruse         | Totale Dunav Ruse         | Totale Dunav Ruse         | 107        | 4          |                 | 7               | 0               |                    | 2                  | 0                  |             | -           | -           | 116    | 4      |
| 2019-2020                 | Slavia Sofia              | 1L                        | 19         | 0          | CB              | 1               | 0               |                    | -                  | -                  |             | -           | -           | 20     | 0      |
| 2020-2021                 | Slavia Sofia              | 1L                        | 11         | 0          | CB              | 3               | 0               | UEL                | 1                  | 0                  |             | -           | -           | 15     | 0      |
| Totale Slavia Sofia       | Totale Slavia Sofia       | Totale Slavia Sofia       | 30         | 0          |                 | 4               | 0               |                    | 1                  | 0                  |             | -           | -           | 35     | 0      |
| 2021                      | Istiklol                  | VL                        | 6          | 0          |                 | -               | -               | ACL                | 0                  | 0                  |             | -           | -           | 6      | 0      |
| Totale carriera           | Totale carriera           | Totale carriera           | 214        | 8          |                 | 15              | 0               |                    | 3                  | 0                  |             | -           | -           | 232    | 8      |

## Palmarès

### Club

#### Competizioni nazionali
- Campionato bulgaro di seconda divisione: 2

Neftochimic Burgas: 2012-2013
Dunav Ruse: 2015-2016
- Campionato tagiko: 1

Istiklol: 2021